# Xunke
Xunke, tidigare stavat Chike, är ett härad som lyder under Heihes stad på prefekturnivå i Heilongjiang-provinsen i nordöstra Kina. Det ligger omkring 360 kilometer norr om provinshuvudstaden Harbin.